# Oskar Pilzer
Oskar Pilzer (* 22. November 1882 in Czaniec, Galizien, Österreich-Ungarn (heute Polen); † Juni 1939 in Paris) war ein österreichischer Rechtsanwalt und Filmindustrieller. Von 1932 bis 1936 war er Präsident der letzten großen österreichischen Filmproduktionsgesellschaft vor dem Zweiten Weltkrieg, der Sascha Filmindustrie sowie Präsident der Wiener Filmproduzentenvereinigung.
Gemeinsam mit seinen Brüdern Kurt, Severin und Viktor verfügte Oskar Pilzer nicht nur die Mehrheitsanteile an der Sascha Filmindustrie, sondern auch große Anteile an anderen Produktions- und Verleihgesellschaften wie der Vienna-, Gloria-, Rex-, Viktoria- und Walter-Reisch-Film.
Oskar Pilzers Söhne Georges und Herbert waren ebenfalls erfolgreich in der Filmwirtschaft tätig.

## Leben und Wirken
Oskar Pilzer wurde 1882 als zweiter von neun Söhnen des jüdischen Kaufmanns Samuel Pilzer und dessen Frau Regina geboren. Vater Samuel wurde 1849 in Andrichau geboren und pflegte eine rege Reisetätigkeit, wie in den Geburtsdaten seiner Kinder nachgezeichnet ist. Nachdem die Familie bereits zeitweise in Berlin lebte, war sie einige Jahre in Bielitz ansässig, wo Oskar ein Gymnasium besuchte. Oskar besteht die Matura und übersiedelt nach Wien, wo er ein Jurastudium beginnt und im März 1906 abschließt. 1913 übersiedelt die übrige Familie ebenfalls nach Wien, wo Vater Samuel 1915 stirbt.
Nach dem Studium begann Oskar Pilzer, der auf Industrie- und Finanzwesen spezialisiert war, als Rechtsanwalt zu arbeiten. Er wurde schließlich von der Internationalen Handelsbank angestellt, wo Pilzer bald in leitende Funktionen aufsteigt.
1921 heiratete Pilzer die Wienerin Hilda Kamarad. Im selben Jahr kommt deren Sohn Georg, ein Jahr später Sohn Herbert zur Welt.
Nachdem Pilzer aufgrund von Differenzen die Handelsbank verlässt, ist er als freischaffender Konsulent tätig. Wenig später kommt er mit der sich aufgrund der Umstellung auf den Tonfilm in einer Krise befindlichen österreichischen Filmindustrie in Kontakt.
Mit dem Einstieg einer privaten Kapitalgruppe in die Sascha Filmindustrie im Juli 1930 kommt Pilzer in den Verwaltungsrat des Unternehmens und wird dessen Vorsitzender. 1932 übernahm er das im Zuge der Umstellung auf den Tonfilm finanziell angeschlagene Unternehmen gemeinsam mit seinen Brüdern. Im Frühjahr 1933 konnten sie die deutsche Tobis AG als Investor gewinnen.

### Präsident der Sascha Filmindustrie
Als im nationalsozialistischen Deutschland Joseph Goebbels die Mitwirkung von Juden in der Filmwirtschaft verbot und dieses Gesetz auch auf alle ausländischen, in Deutschland gezeigten Filme, ausgeweitet sehen wollte, kam die österreichische Filmwirtschaft unter Druck, da gedroht wurde, Importe von Filmen mit jüdischer Mitwirkung zu verbieten. Da Deutschland das wichtigste Exportland für österreichische Filme darstellte, musste Oskar Pilzer als Präsident der Wiener Filmproduzentenvereinigung Zugeständnisse machen. Am 20. April 1936 traf die deutsche Reichsfilmkammer mit dem Bund österreichischer Filmindustrieller jedoch ein weiteres Abkommen, das das Mitwirkungsverbot von Juden auch in österreichischen Filmen akzeptierte. Dennoch kam es in der Folge zu einem deutschen Gesetz, das verbot, dass Erlöse österreichischer Filme aus Deutschland nach Österreich transferiert werden dürfen. Die im vorwiegend deutschen Eigentum befindliche Tobis-Sascha Filmindustrie hatte daher Geld auf deutschen Konten, war aber dann in Österreich unfähig, weitere Produktionen zu finanzieren. Die Bank der Tobis-Sascha Filmindustrie, die Creditanstalt, verweigerte dennoch jeglichen weiteren Kredit.
Über den Transfer des Geldes nach Österreich wollten die Nationalsozialisten nicht weiterverhandeln, solange der „Nichtarier“ Pilzer tonangebend war. Oskar Pilzer legte daher Ende 1936 sein Präsidentenamt zurück und trat seine Anteile an der Tobis-Sascha Filmindustrie am 23. Jänner 1937 im Nennbetrag von 33.333,33 Schilling an die Creditanstalt ab – für 1.000 Schilling. Doch selbst die bekam er nicht ausbezahlt. Seine Erben kämpfen seit 2005 um Restition dieser De-facto-Enteignung. Die Creditanstalt verkaufte ihre Anteile schließlich umgehend an die deutsche Tobis AG weiter, die bereits zur nationalsozialistischen Cautio Treuhand gehörte, die die deutsche Filmwirtschaft kontrollierte.

### Emigration
Unmittelbar nach dem Anschluss Österreichs an Deutschland am 12. März 1938 wurde Oskar Pilzer von der Gestapo verhaftet. Er kam jedoch durch die Initiative Albert Görings, Bruder des Reichsmarschalls Hermann Göring und technischer Direktor der Tobis-Sascha, frei und emigrierte mit seiner Familie zuerst nach Rom, dann in die Schweiz und anschließend nach Paris. Dort starb er im Juni 1939 an den Folgen einer Operation.